# Rómulo Parés
Rómulo Parés (ur. 20 marca 1925, zm. 28 stycznia 2000) – argentyński pięściarz, uczestnik Igrzysk Olimpijskich w 1952 w Helsinkach. Na igrzyskach wziął udział w turnieju w wadze koguciej. W pierwszej rundzie przegrał 0:3 z reprezentantem Związku Południowej Afryki Lennie von Graevenitzem.